# 东阳盾龙属
东阳盾龙属（学名：Dongyangopelta，意即“东阳的盾甲”）又称东阳甲龙，是一属己灭绝的结节龙科甲龙类恐龙，化石发现于白垩纪中期（阿尔比阶或森诺曼阶）的中国浙江省东阳市的朝川组。该属由陈荣军、郑文杰、东洋一、柴田正辉、楼天良、靳强和靳兴盛首次命名于2013年，模式种为杨岩东阳盾龙（Dongyangopelta yangyanensis）。东阳盾龙与中国东南发现的第二种结节龙科浙江龙的不同之处在于其荐前棒、髂骨和股骨的特征，且仅根据盾甲的形态才可与后者区分。